# Alfaroa
Alfaroa – rodzaj roślin z rodziny orzechowatych (Juglandaceae). Wyróżnianych jest 7 gatunków. Zasięg rodzaju obejmuje Amerykę Centralną od północnego Meksyku po Kolumbię. 

## Morfologia
PokrójZimozielone drzewa o nagich pąkach.
LiścieLiście naprzeciwległe, pierzastozłożone z 4–12 całobrzegich listków.
KwiatyJednopłciowe, zebrane w rozdzielnopłciowe lub obupłciowe kwiatostany wiechowate. Kwiaty męskie i żeńskie wsparte są trójdzielną przysadką i dwoma podkwiatkami. Przysadka pod kwiatami żeńskimi jest bardzo drobna i nie powiększa się podczas owocowania. W kwiatach męskich rozwija się od 1 do 4 listków okwiatu i od 6 do 10 pręcików. Kwiaty żeńskie mają cztery zrastające się działki, przyrastające też do zalążni zwieńczonej dwoma znamionami.
OwoceDrobne lub średnich rozmiarów orzeszki.

## Systematyka
Pozycja systematyczna
Rodzaj z rodziny orzechowate z rzędu bukowców. W obrębie rodziny należy do podrodziny Engelhardioideae.
Wykaz gatunków
- Alfaroa costaricensis Standl.
- Alfaroa guanacastensis D.E.Stone
- Alfaroa guatemalensis (Standl.) L.O.Williams & A.R.Molina
- Alfaroa hondurensis L.O.Williams ex W.E.Manning
- Alfaroa manningii J.León
- Alfaroa mexicana D.E.Stone
- Alfaroa williamsii Ant.Molina